# Хана Левіна
Хана Левіна (16 грудня 1897, Ромни Полтавська губ. тепер Сумська обл. — 1985, Ізраїль) — ізраїльський громадський діяч.

## Біографія
Народилася в Ромнах у родині Ар'є Когана та Елкі Рівлін. Навчалася в Одеській консерваторії. У 1923 році разом з батьками емігрувала в Ерец-Ісраель.
Була головою жіночої сіоністської організації Рішон-ле-Ціона. Член директорату WIZO в Ізраїлі. Член правління Всесвітнього WIZO.
Одна з перших в Ерец-Ісраель жінок-офіцерів британської армії. Під час Війни за незалежність Ізраїлю — майор, головний офіцер по мобілізації жінок.
У 1956 була обрана мером Рішон-ле-Ціона, ставши першою жінкою на цій посаді в історії держави. Вона займала цю посаду до 1959 року.